# Dąbie Górne
Dąbie Górne – wieś w Polsce położona w województwie śląskim, w powiecie będzińskim, w gminie Psary.
Do 31 grudnia 2016 była to część wsi Dąbie o nazwie Dąbie-Swaty.